# Veine sacrale médiane
La veine sacrale médiane accompagne l'artère correspondante le long du sacrum antérieur et se jette dans la veine iliaque commune gauche ; ou parfois dans l'angle de jonction des deux veines iliaques. Le plexus sacral est issu de l'anastomose de la veine sacrale médiane avec les veines sacrales latérales. 